# Herpetogramma centrostrigalis
Herpetogramma centrostrigalis là một loài bướm đêm trong họ Crambidae.